# Doba kamenná
Doba kamenná (cca 3 miliony let př. n. l. – 4. tisíciletí př. n. l.) je jedno z období pravěku, ve kterém lidé široce využívali kámen na výrobu nástrojů. Jde o období charakterizované prvním užíváním technologie ve vývoji člověka. Období končí nástupem techniky tavení mědi (přechodné období eneolit), a posléze i bronzu (slitiny mědi a cínu), tedy nástupem doby bronzové. Artefakty doby kamenné zahrnují nástroje používané lidmi moderního typu, jejich předchůdci z rodu Homo a možná i rody australopithecus a paranthropus. Doba kamenná pokrývá 99,3 % lidské historie.
Nejstarším nalezeným nepřímým důkazem o používání kamenných nástrojů jsou zvířecí kosti se stopami opracování. Jsou 3,4 milionu let staré a byly nalezeny v údolí řeky Awaš v Etiopii. Uvažuje se o tom, že by je mohl vytvořit australopithecus. Podobné nálezy byly učiněny v Keni a zde je kandidátem na prvního uživatele kamenných nástrojů zejména druh kenyanthropus platyops. Nejstarší kamenné nástroje jako takové byly nalezeny u jezera Turkana v severozápadní Keni (naleziště Lomekwi 3) a jsou staré 3,3 milionu let. Tyto nálezy z 21. století posunuly počátek užívání kamenných nástrojů do pliocénu, ačkoli byl dlouho zasazován do pleistocénu. V červenci 2018 vědci informovali o objevu nejstarších kamenných nástrojů mimo Afriku, a to v Číně. Jejich stáří je odhadováno na 2,12 milionu let. Tyto nálezy potvrzují teorii o postupném rozšiřování lidí ze savan jihovýchodní Afriky do zbytku světa. Nejstarší archeologická kultura spojovaná s kamennými nástroji je oldovan. Nejstarší oldovanské nástroje jsou datovány do doby před 2,6 miliony lety do období nejstaršího paleolitu a byly nalezeny na archeologickém nalezišti Gona v Etiopii.

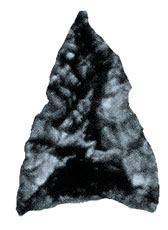
Hrot z obsidiánu

Na výrobu nástrojů se používalo mnoho druhů kamene. Například vytvarovaný pazourek a buližník se používaly jako nástroje na řezání a zbraně. Dřevo, kosti, exoskelet a parohy se také hojně používaly. Nejznámějším nástrojem této doby byl pěstní klín určený jednak jako zbraň a jednak jako pracovní nástroj. Kromě toho existovaly vybrušované hroty k oštěpům a šípům a pestrá škála škrabek, které usnadňovaly zpracování kůží a potravin.
Existují i vzácné důkazy o užívání jiných nástrojů než kamenných v době kamenné, především kostěných. Na konci doby kamenné se sedimenty (např. jíl) používaly na výrobu hrnců. 
Termín „doba kamenná“ byl používán archeology pro určení dlouhého předmetalurgického období, které kamenné nástroje přežily mnohem lépe než nástroje vyrobené z jiných (měkčích) materiálů, nikoli proto, že by se považovaly za bezvýhradně převládající. Je to první období v třídobé periodizaci, kterou navrhl dánský archeolog Christian Jürgensen Thomsen v roce 1836. Dělení doby kamenné na starší a mladší poprvé navrhl Jens Jacob Worsaae v roce 1859. Další dělení na paleolit, mezolit a neolit, které se používá dodnes, zavedl John Lubbock v knize Prehistoric Times (Prehistorický čas), vydané v roce 1865. Tato tři období jsou ještě dále rozdělená. Eneolit (doba měděná, chalkolit) se uvádí buď jako další období doby kamenné, nebo jako část neolitu, anebo jako období mezi neolitem a dobou bronzovou. Období se také říká prehistorie, protože lidé ještě neuměli psát – což je tradiční začátek historie (to jest zaznamenané historie).

## Rozdělení
- Starší doba kamenná – paleolit (cca do 11. tisíciletí př. n. l.)
- Střední doba kamenná – mezolit (cca do 8. tisíciletí př. n. l.)
- Mladší doba kamenná – neolit (cca do 5 000 př. n. l.)
- Pozdní doba kamenná – eneolit (doba měděná – chalkolit, na Předním východě cca do 2500 př. n. l.)

Z globálního hlediska je časování tohoto údobí dějin velmi relativní, protože jednotlivé navzájem izolované kultury lidstva dosahovaly v pravěku určitých vývojových úrovní ve velmi odlišných časových horizontech.

## Doba kamenná v Česku

### Základní přehled
| Období                                                         | Datace                          | Archeologické kultury v Česku                                                                                 |
| -------------------------------------------------------------- | ------------------------------- | --- |
| Paleolit - starší doba kamenná (3 000 000 - 9600 př. n. l.)    |                                 | |
| nejstarší                                                      | 3 000 000 - 1 000 000 př. n. l. | acheuléen |
| starý                                                          | 1 000 000 - 300 000 př. n. l.   | acheuléen, přezleticien, clactonien                                                                           |
| střední                                                        | 300 000 - 40 000 př. n. l.      | mladý acheuléen, krumlovien, moustérien, micoquien                                                            |
| mladý                                                          | 40 000 - 11 500 př. n. l.       | bohunicien, pavlovien, gravettien, epigravettien, tišnovien, magdalénien                                      |
| pozdní                                                         | 11 500 - 9600 př. n. l.         | epimagdalénien                                                                                                |
| Mezolit - střední doba kamenná (9600 - 5500 př. n. l.)         |                                 | |
| mezolit                                                        | 9600 - 5500 př. n. l.           | beuronien |
| Neolit - mladší doba kamenná (5500 - 4500 př. n. l.)           |                                 | |
| starší                                                         | 5500 - 5000 př. n. l.           | kultura s lineární keramikou                                                                                  |
| mladší                                                         | 5000 - 4500 př. n. l.           | kultura s vypíchanou keramikou, kultura s moravskou malovanou keramikou                                       |
| Eneolit - pozdní doba kamenná / měděná (4500 - 2200 př. n. l.) |                                 | |
| časný                                                          | 4500 - 3800 př. n. l.           | kultura s moravskou malovanou keramikou, jordanovská kultura, michelsberská kultura                           |
| starší                                                         | 3800 - 3350 př. n. l.           | kultura nálevkovitých pohárů                                                                                  |
| střední                                                        | 3350 - 2800 př. n. l.           | badenská kultura, kultura kulovitých amfor, chamská kultura, řivnáčská kultura, jevišovická kultura           |
| mladší                                                         | 2800 - 2200 př. n. l.           | kultura se šňůrovou keramikou, kultura se zvoncovitými poháry, protoúnětická kultura, kultura Chłopice-Veselé |

### Charakteristika

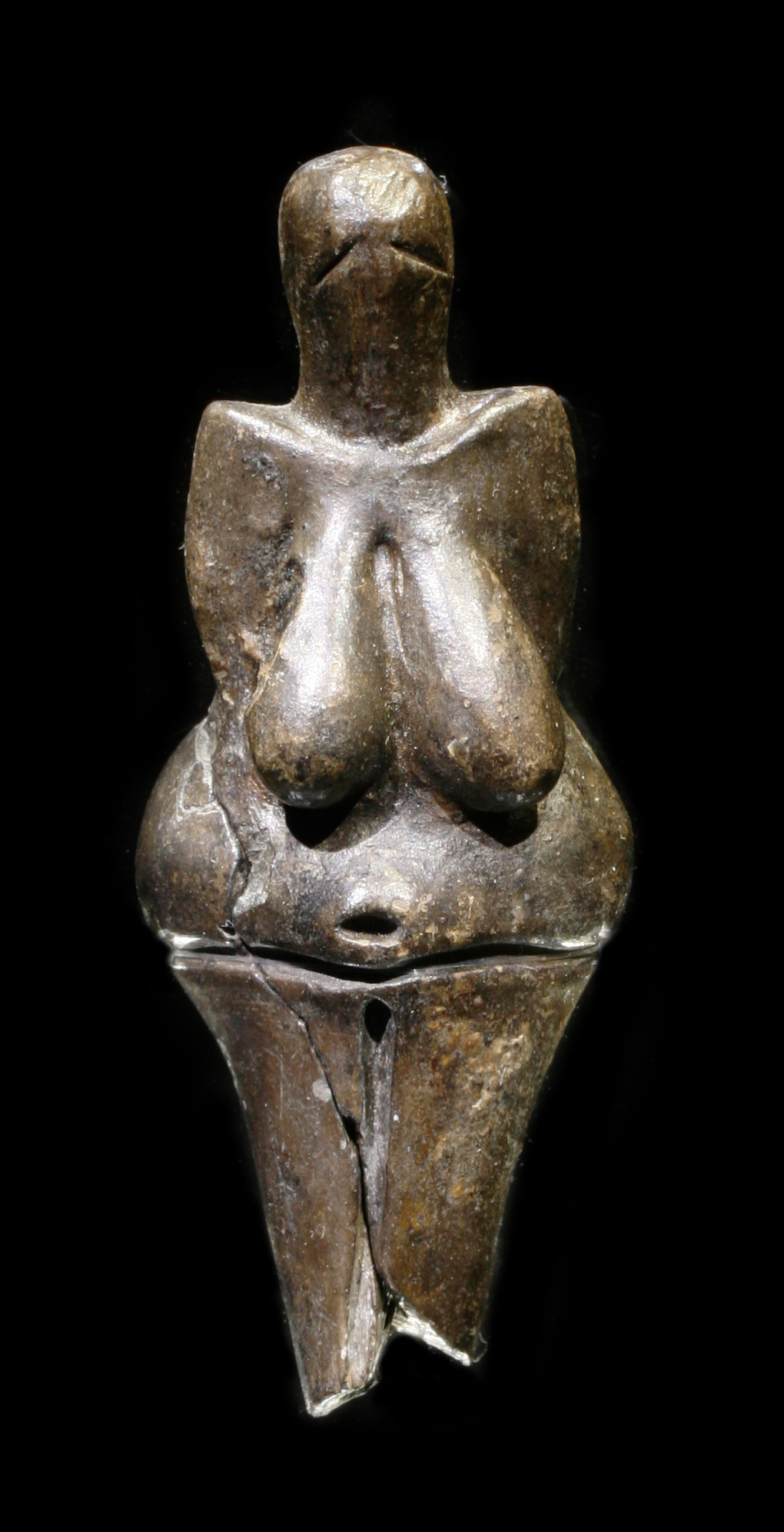
Věstonická venuše

Území Česka vykazuje značnou kulturní aktivitu v paleolitu, zejména mladém. Nálezy z něj patří ke světové špičce. 
Nejstarší kulturou doby kamenné na českém území byl ovšem acheuléen, pěstní klíny této kultury byly nalezeny v lokalitách Písečný vrch u Bečova, v Přezleticích, nebo na Stránské skále. Je zajímavé, že střední Čechy a jižní Morava, hlavní místa nálezů, si udržely kulturotvornou úlohu až do doby historické. Pro střední paleolit, kde se uvažuje o neandrtálcích jako klíčovém druhu, jsou rozhodujícími nalezišti jeskyně Šipka a Kůlna a lokalita Předmostí u Přerova. V mladém paleolitu převážil na českém území Homo sapiens sapiens. Jedno z prvních míst, kde žil, byly Koněpruské jeskyně. Mimořádných kulturních výsledků ale dosáhl zejména na jižní Moravě. Pavlovienská naleziště Předmostí u Přerova, Dolní Věstonice, Pavlov a Petřkovice se stala světoznámými díky nálezům sídlištního i hrobového charakteru, které svědčí o neobvykle rozvinuté lovecké společnosti, která již pravděpodobně žila polousedlým způsobem života a dokázala vypalovat keramiku či splétat z travin rohože, a dále se vyznačovala vyspělým a rozmanitým uměleckým projevem se symbolickým podtextem. Ten svědčí o rozvinuté duchovní kultuře. K nejznámějším nálezům z té doby patří Věstonická venuše, která je označována za nejstarší keramickou sošku na světě. Její objev vyvrátil domněnku, že keramika nebyla v době paleolitu ještě známa. 
Po tomto kulturním rozkvětu pak dochází k propadu a nálezy z pozdního paleolitu a mezolitu jsou na území Česka nečetné. Muselo dojít k poklesu populace, o jehož příčinách se široce diskutuje. Častou teorií je nepříznivá klimatická změna. Oživení přichází až v neolitu, patrně s migrační vlnou. Nové obyvatelstvo patrně přineslo sebou znalost zemědělství. Stavělo tzv. dlouhé domy a v závěru neolitu i tzv. rondely, kruhové monumentální stavby, o jejichž účelu se vedou četné diskuze. U Kolína se nachází největší rondel ve střední Evropě. Dobře prozkoumané lokality jsou Bylany u Kutné Hory, Miskovice, Plotiště nad Labem, Březno u Loun nebo Těšetice-Kyjovice a Vedrovice na Moravě. Na počátku 21. století byl objeven neolitický důl na Maršovickém vrchu. Eneolit přinesl ještě živější vývoj a množství rozmanitých kultur. Z této doby pocházejí první doklady odlévání mědi na českém území (Makotřasy). Eneolit je též nejstarším obdobím, ve kterém na území Česka vznikala opevněná hradiště. V roce 2019 bylo jen v Čechách známo 96 eneolitických hradišť.